# Niszczyciele typu Durandal
Niszczyciele typu Durandal – seria francuskich niszczycieli z początku XX wieku, będących w służbie podczas I wojny światowej, licząca 4 jednostki, stanowiąca pierwszy typ francuskich niszczycieli.

## Historia
Pod koniec XIX wieku marynarka francuska Marine nationale posiadała znaczną flotę ponad 50 różnej wielkości torpedowców. Do ich koordynacji na morzu początkowo zaprojektowano szereg niewiele większych od nich okrętów klasy bateau canon (odpowiednik kanonierek torpedowych. Pierwsze okręty, będące odpowiednikami niszczycieli, zbudowano dopiero w 1899. Podobnie, jak późniejsze okręty tej klasy, były one we Francji nazwane nową klasą "torpedowców eskadrowych" (torpilleurs d'escadre), aczkolwiek powszechne są uznawane za niszczyciele.
Typ Durandal był pierwszym typem francuskich niszczycieli, rozpoczynającym grupę wywodzących się z nich tzw. "300-tonowców". Zaprojektowane i zbudowane zostały przez stocznię Augustin Normand w Hawrze. Jako pierwsze zamówiono 25 sierpnia 1896 "Durandal" i "Hallebarde". Kolejne dwa okręty "Fauconneau" i "Espingole" nieco się różniły, mając wzmocniony kadłub z lekko podniesionym dziobem i nieznacznie większą wyporność. Stępki pod budowę okrętów położono w latach 1896/97, a wodowano je i przechodziły próby morskie w latach 1899/1900.
Okręty otrzymały, podobnie jak inne niszczyciele programu 300-tonowego, nazwy od historycznych broni piechoty: "Durandal" (Durandal, legendarny miecz Rolanda),  "Hallebarde" (halabarda), "Fauconneau" (falkonet) i "Espingole" (garłacz).
Konstrukcja okrętów wywodziła się z powiększonych torpedowców typu Filibustier. Nowe okręty wprowadziły charakterystyczny dla ówczesnych francuskich niszczycieli nietypowy kadłub o zaokrąglonych burtach, przechodzących w pokład górny o zaokrąglonym profilu, nad którym na śródokręciu i rufie był nadbudowany na niewielkiej wysokości lekki drewniany pokład dla obsługi uzbrojenia.  Zaletą takiego układu było to, że lekki pokład był mało zalewany przez fale, a luki w nim prowadzące do wewnątrz kadłuba mogły być z reguły otwierane w celu wentylacji bez ryzyka zalewania. Masa wysoko umieszczonego pokładu zmniejszała stateczność okrętów, mimo to ich dzielność morska była dobra. Pokład dziobowy nie był podniesiony i również był mocno zaokrąglony w przekroju poprzecznym (forma określana "skorupą żółwia"). Taki pokład dziobowy pozwalał okrętom łatwo prześlizgiwać się przez fale, ale z drugiej strony był bardzo "mokry" i ciągle zalewany. Dziobnica miała formę taranową. Kadłub dzielił się poprzecznymi grodziami na przedziały wodoszczelne (na podobnym budowanym dla Rosji typie Wnimatielnyj było ich 10). Okręty miały dwa kotły parowe Normand, w osobnych kotłowniach, opalane węglem i dwa szeroko rozstawione kominy. Maszyny parowe znajdowały się pomiędzy kotłowniami, w dwóch osobnych przedziałach, co w pewnym stopniu zwiększało żywotność okrętów. Przednia maszyna była umieszczona po prawej stronie (napędzająca prawą śrubę), a tylna - po lewej. Siłownia francuskich niszczycieli nie stwarzała większych problemów w eksploatacji. Na próbach wszystkie przekroczyły prędkość 27 węzłów. Nietypową cechą francuskich niszczycieli był ster umieszczony głęboko, przed śrubami, co zwiększało jego skuteczność przy złej pogodzie, ale stwarzało większe ryzyko uszkodzeń na płyciźnie. Zapas paliwa wynosił 38,2 t. Nadbudówka dziobowa ograniczała się do niewielkiej sterówki, a za nią była dodatkowo platforma reflektora.
Główne uzbrojenie artyleryjskie stanowiło działo kalibru 65 mm model 1891 umieszczone na platformie na dachu nadbudówki dziobowej, dobrze chronione od zalewania. Jego kaliber był jednak mniejszy od stosowanych za granicą 75–76 mm. Uzupełniało je 6 półautomatycznych dział 47 mm Hotchkiss model 1885, rozmieszczonych po trzy na burtach: po bokach nadbudówki dziobowej, przedniego komina i rufowego komina. Pojedyncze obrotowe wyrzutnie torped kalibru 381 mm znajdowały się w osi podłużnej pokładu, między kominami i na rufie. Używano torped model 1887. Wyrzutnie miały po jednej torpedzie zapasowej. Podczas I wojny światowej, w 1915 dwa rufowe działka 47 mm zostały na niszczycielach francuskich przystosowane do ognia przeciwlotniczego. Część niszczycieli mogła przejść modyfikacje uzbrojenia analogiczne do opisanych w typie Arquebuse.
Niszczyciele typu Durandal były jednymi z pierwszych okrętów tej klasy na świecie i w momencie wejścia do służby odpowiadały standardom tej klasy. Szybko jednak typ ten stał się przestarzały w obliczu wzrostu wielkości i uzbrojenia niszczycieli przed I wojną światową. Bardzo zbliżony do dwóch ostatnich okrętów typu Durandal był kolejny typ  Rochefortais, zbliżone konstrukcyjnie były też dalsze typy 300-tonowe Framée i Arquebuse.

## Okręty
| Nazwa      | Stocznia | Data wodowania | Los                   |
| ---------- | -------- | -------------- | --------------------- |
| Durandal   | Normand  | 11. 02. 1899   | wycofany 7. 04. 1919  |
| Hallebarde | Normand  | 08. 06. 1899   | wycofany 4. 03. 1920  |
| Fauconneau | Normand  | 02. 04. 1900   | wycofany 15. 01. 1921 |
| Espingole  | Normand  | 28. 06. 1900   | zatonął 4. 02. 1903   |

## Służba w skrócie

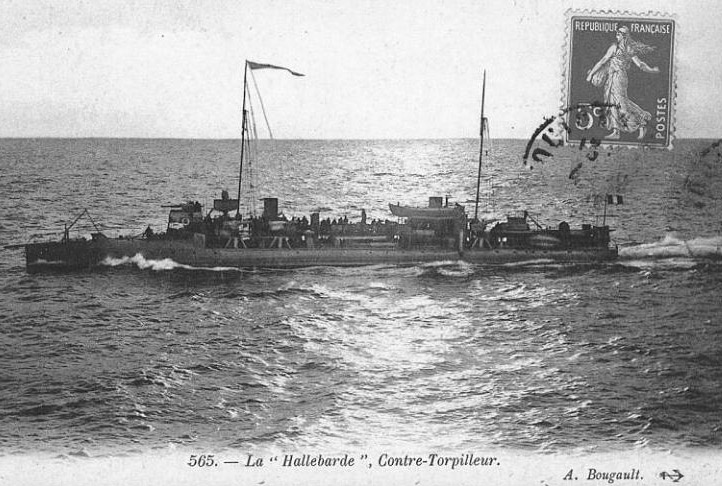
"Hallebarde"

Z wyjątkiem niszczyciela "Espingole", który zatonął 4 lutego 1903, niszczyciele typu Durandal służyły podczas I wojny światowej, chociaż były już wtedy przestarzałe i odpowiadały wielkością nowo budowanym torpedowcom. Przetrwały wojnę, po której zostały wycofane ze służby w latach 1919-1921.